# Dellach im Drautal
Dellach im Drautal osztrák község Karintia Spittal an der Drau-i járásában. 2016 januárjában 1624 lakosa volt. 

## Elhelyezkedése

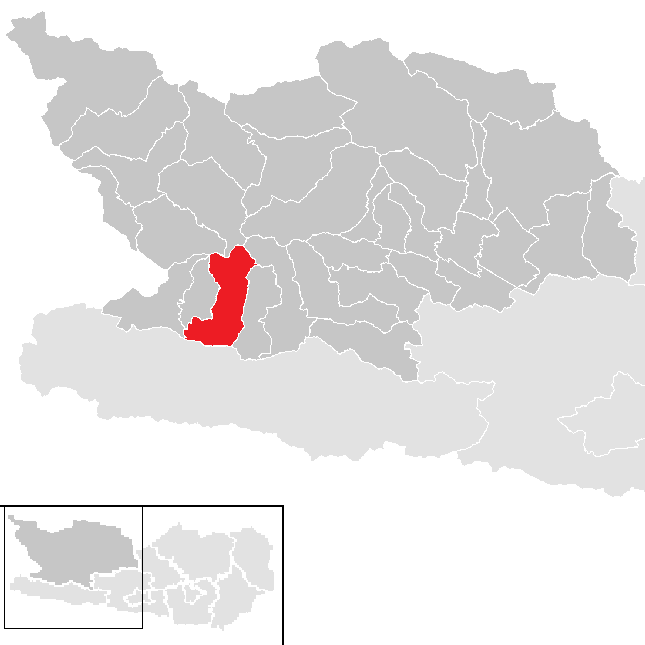
Dellach im Drautal a Spittali járásban

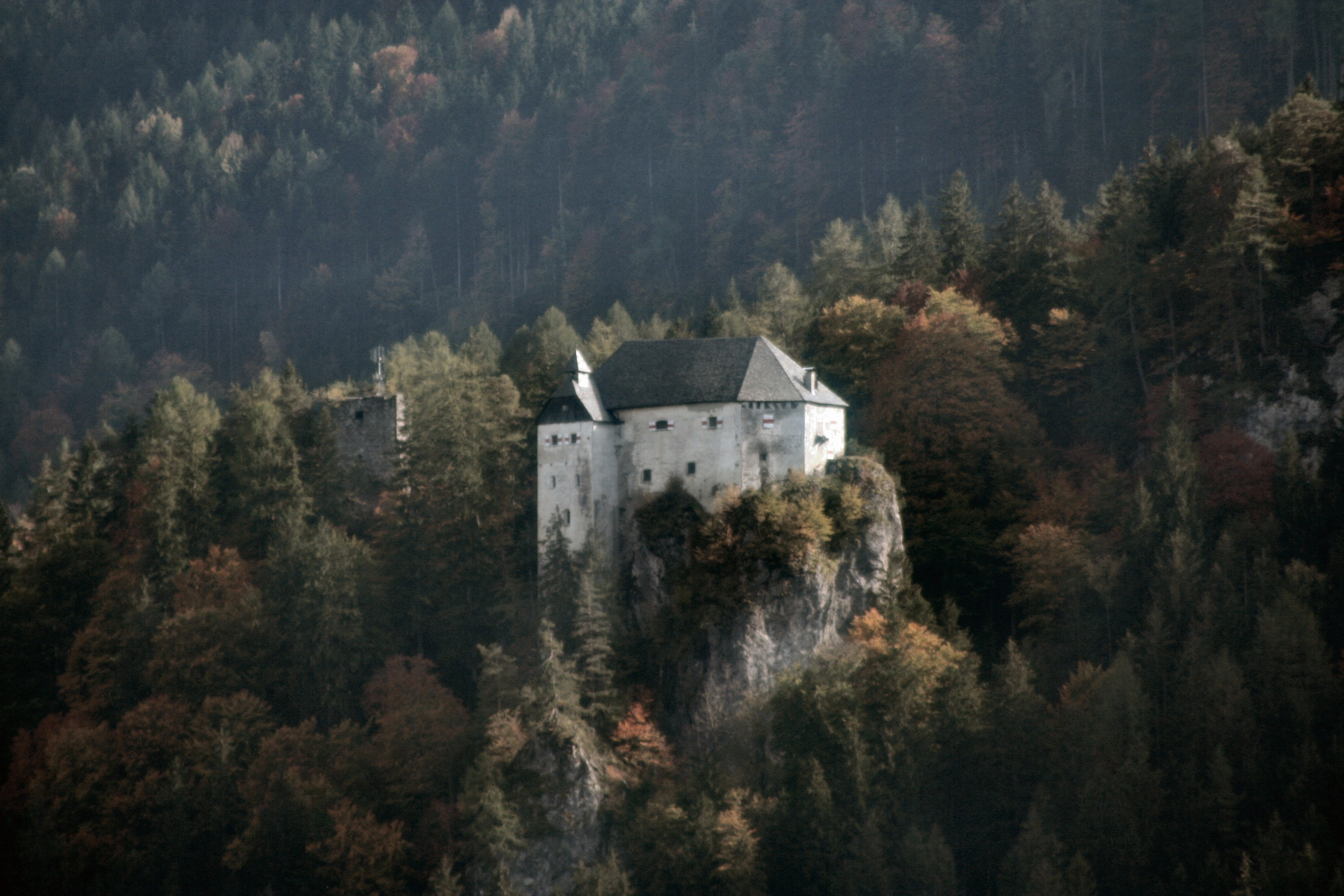
Stein vára

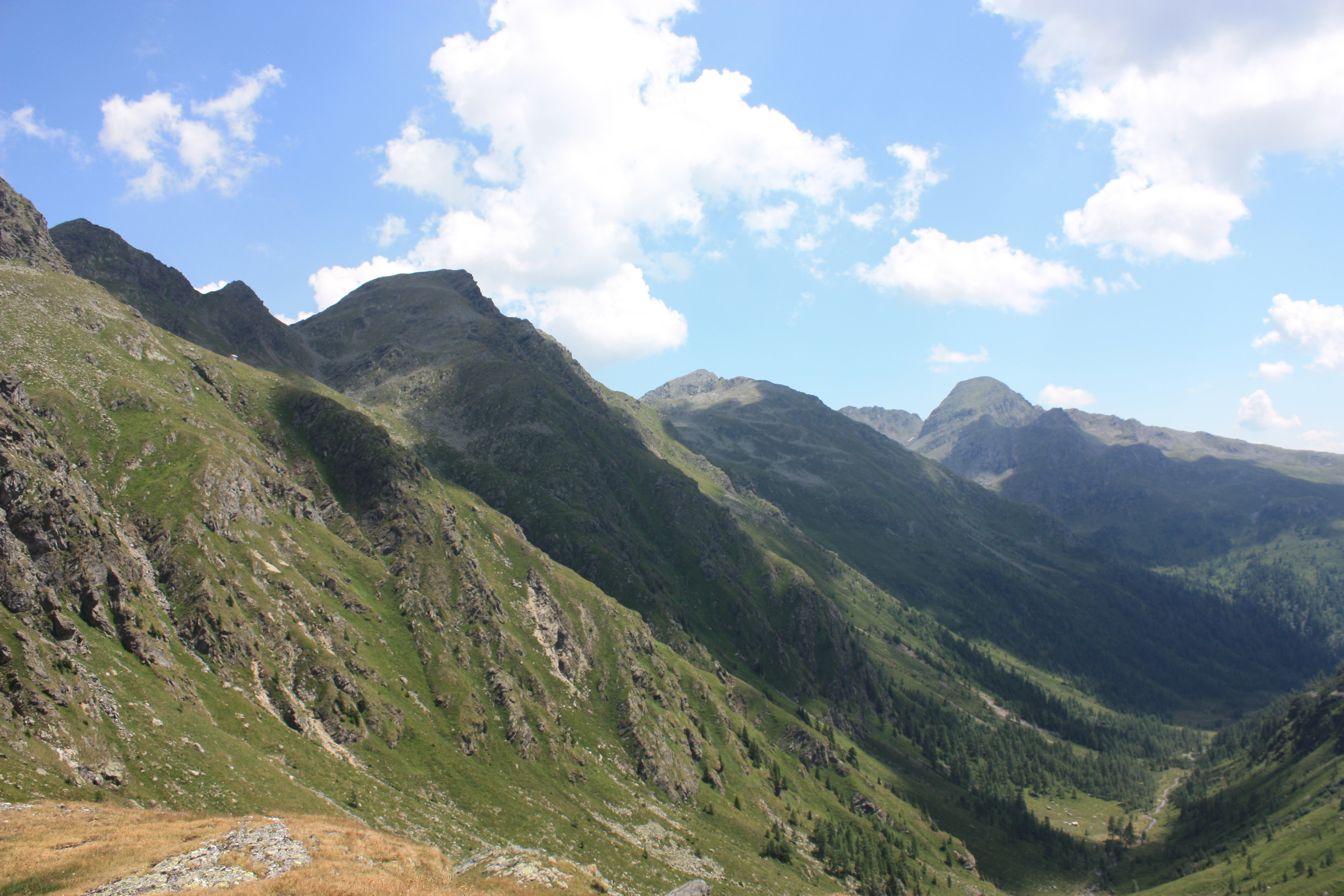
Draßnitzi táj

Dellach im Drautal Karintia nyugati részén fekszik, a felső Dráva-völgyben, a Gailtali-Alpok és a Kreuzeck-csoport masszívuma között. Az önkormányzat 12 falut és településrészt fog össze: Dellach (686 lakos), Draßnitz (39), Draßnitzdorf (92), Glatschach (112), Grientschnig (41), Nörenach (143), Raßnig (55), Rietschach (61), Schmelz (244), Stein (62), Suppersberg (79), Weinberg (20).
A környező települések: nyugatra Irschen, északra Stall, keletre Greifenburg és Berg im Drautal, délre Dellach és Kötschach-Mauthen.

## Története
Dellach im Drautal első említése 1267-ből származik Doellach formában. A dellachi helynevek szláv eredetűek ugyan, de a lakosság már régóta német nyelvű, valószínűleg a betelepülő bajorok átvették a korábbi megnevezéseket. A helyi gazdaság alapját mindig is a bányászat képezte, volt olyan idő, hogy a mai önkormányzat területén egyszerre négy bánya is működött (Jauken, Draßnitztal, Kolm és Glatschach) és évente 200 tonna cinkércet szállítottak tutajokon le a Dráván. 1703-ban I. József császár Karintiában a Dráva völgyében postavonalat létesíttetett. 1787-ben népiskola alakult, amely idővel kinőtte épületét és a Pacher-fogadóba költözött át. 1957 óta ebben az épületben a községháza foglal helyet. A napóleoni időkben 1810 és 1813 között Dellach (akárcsak egész Felső-Karintia) Franciaország Illír tartományaihoz tartozott. A Dráva völgyében végighaladó déli vasút építése 1869-ben kezdődött el és amikor két évvel később elkészült, a tutajos vízi szállításnak vége szakadt. 
Az önkormányzat 1850-ben jött létre. 1923-ban a steini katasztrális községhez tartozó Pflügl falut a szomszédos Irschenhez csatolták. A második világháború után a község a brit megszállási zónába került. Dellach 1961-ben kapta címerét, amely bányászmúltra és a vízenergia használatára utal. 1966-ban a tartományi vezetés a községet klimatikus gyógyhellyé nyilvánította. 

## Lakosság
A Dellach im Drautal-i önkormányzat területén 2016 januárjában 1624 fő élt, ami csökkenést jelent a 2001-es 1769 lakoshoz képest. Akkor a helybeliek 98,7%-a volt osztrák állampolgár. 94,8%-uk katolikusnak, 2,9% evangélikusnak, 2% pedig felekezeten kívülinek vallotta magát.

## Látnivalók
- a steini vár egy 200 méterre kiemelkedő szikla tetején helyezkedik el. Először 1440-ben említik, akkor a Cillei-családé volt, majd kihalásuk után III. Frigyes császár kezébe került. 1500-ban a Graben család szerezte meg és az ő birtokukban volt egészen 1668-ig. Ma az Orsini-Rosenberg családé és nem látogatható.
- a Szt. Margit-plébániatemplom mai formájában a 18 század végéről származik. Egyes részei (az oltár, a torony és egy falfestmény az északi falon) késő gótikus eredetűek.
- a Mater dolorosa-kápolna Glatschachban
- az 1800 körüli Szűz Mária hét fájdalma-kápolna Drassnitzdorfban
- a draßnitztali régi (1524-1789 között volt aktív) ezüst- és rézbánya.
- a Kecskelyuk-szurdok (Geißlochklamm) népszerű kiránduló- és sziklamászóhely.
- a Weittal-vízesés 20 éve védett természeti érték.

## Fordítás
- Ez a szócikk részben vagy egészben  a   Dellach im Drautal című német Wikipédia-szócikk ezen változatának fordításán alapul.  Az eredeti cikk szerkesztőit annak laptörténete sorolja fel. Ez a jelzés csupán a megfogalmazás eredetét és a szerzői jogokat jelzi, nem szolgál a cikkben szereplő információk forrásmegjelöléseként.